# Frederic el Gran
Frederic el Gran fou un rei de Prússia, de la Dinastia Hohenzollern. Va néixer a Berlín el 24 de gener de 1712, fill del rei Frederic Guillem I i de Sofia Dorotea de Hannover. Frederic II va morir el 17 d'agost del 1786 a Sanssouci, Potsdam, sense deixar fills, ja que la seva aversió per les dones va fer fracassar el matrimoni de conveniència que li va preparar el seu pare. El va succeir el seu nebot Frederic Guillem II.

## Joventut
Durant la seva joventut va estar inclinat cap a la literatura francesa. Animat per la seva mare i els seus tutors, va mantenir correspondència amb filòsofs de la Il·lustració, la qual cosa contrastava amb el seu rebuig a la disciplina de la cort i a les tradicions militars. El príncep, de constitució delicada, topava del tot amb les maneres rudes del seu progenitor. Després de fracassar en un intent per escapar a Anglaterra, fou condemnat a presó del (1730-32) (privat temporalment de la seva categoria de príncep hereu) i obligat a presenciar la decapitació del seu còmplice i company sentimental, el tinent Hans Hermann von Katte.
L'any 1733 es va casar amb Elisabet Cristina, filla de Ferran Albert II de Brunsvic-Lüneburg, cosa que li va valer tornar a ser príncep hereu. El 1739 va publicar la seva obra Anti-Maquiavel, en què condemnava Maquiavel i advocava per una exigència moral més gran per als governants. Retirat durant set anys a Rheinsberg, estudiava filosofia i història i mantenia correspondència amb filòsofs, entre ells Voltaire.

## Regnat

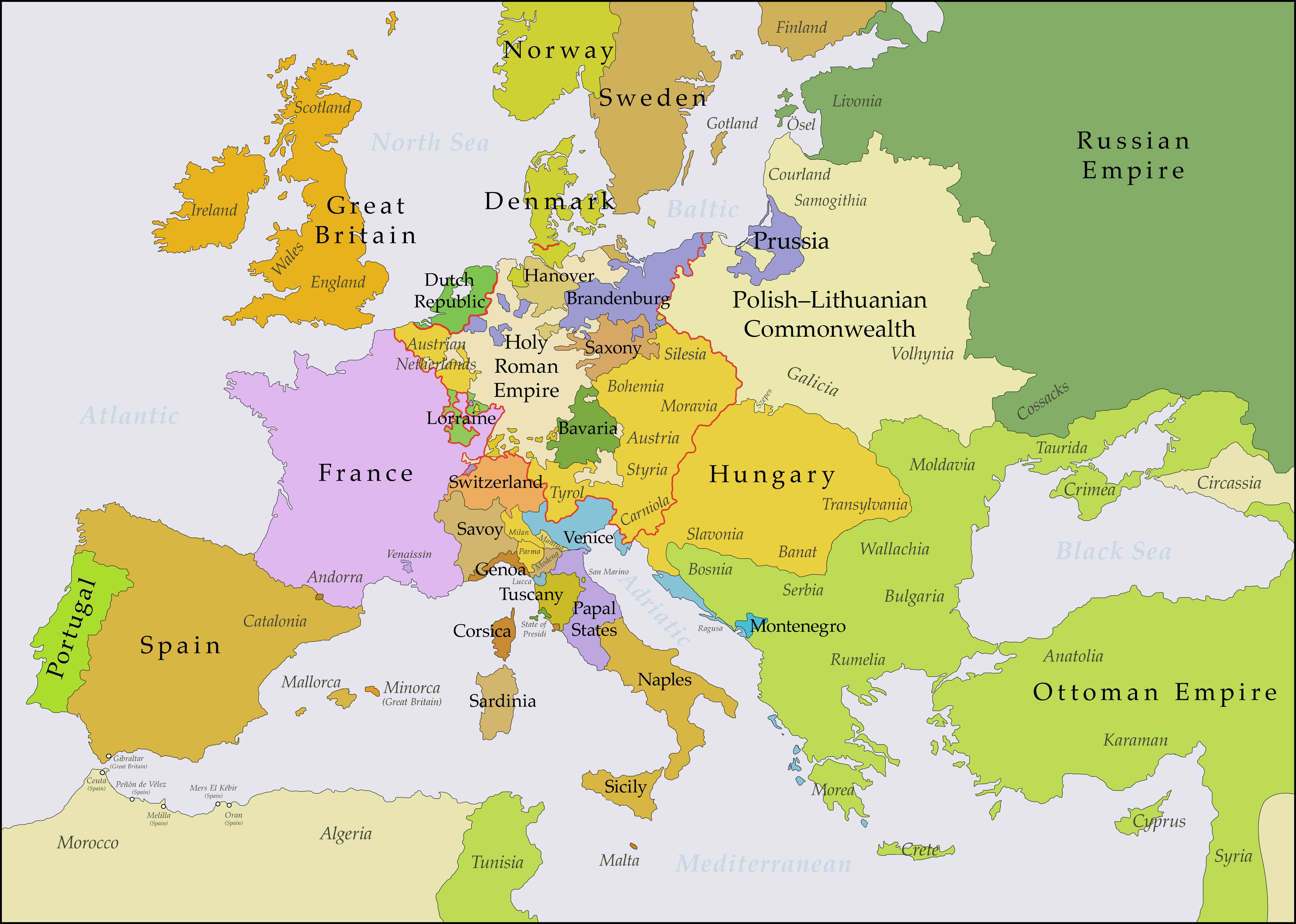
Europa en el moment en què Frederic va arribar al tron el 1740, amb Brandenburg-Prússia en violeta

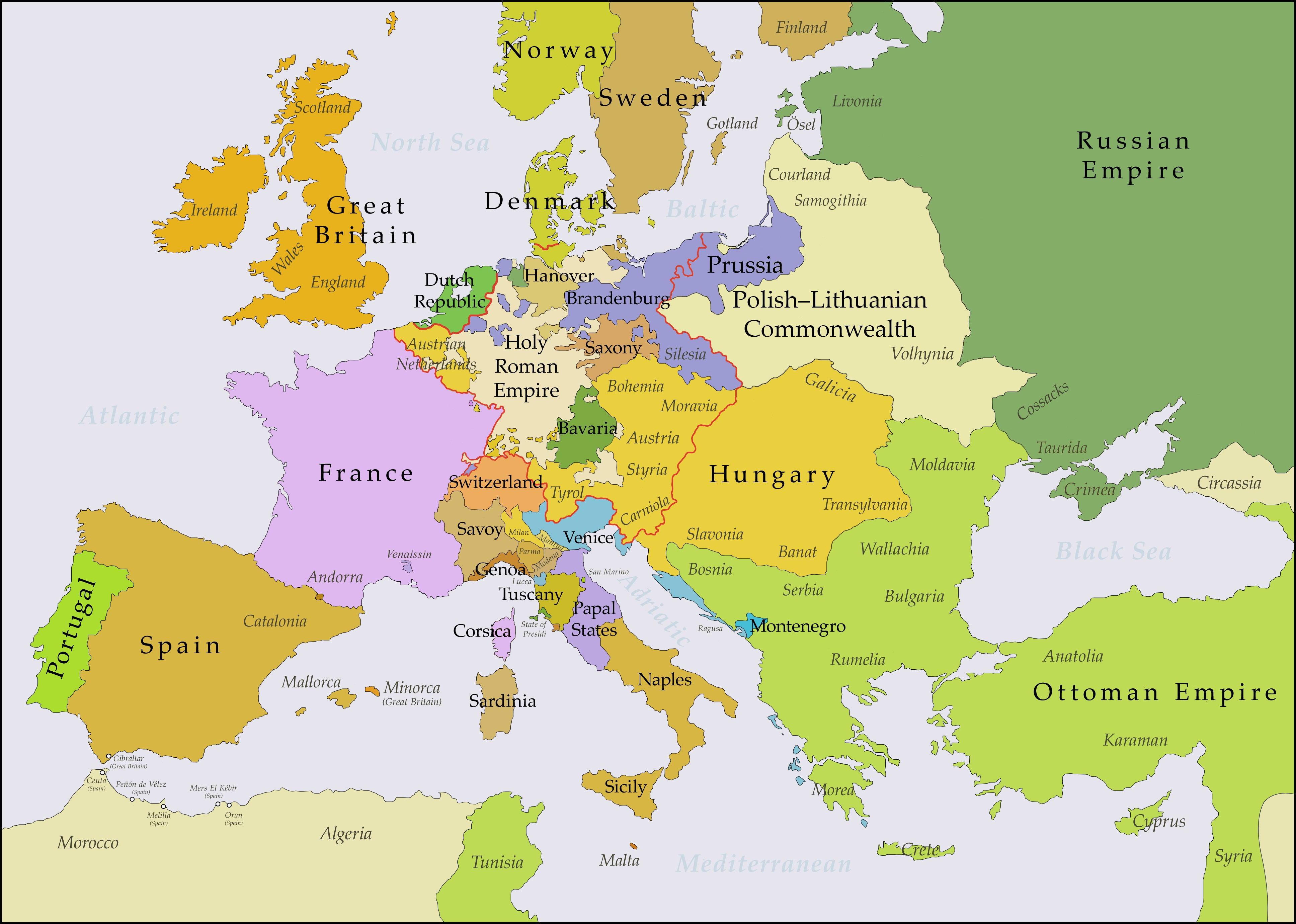
Europa a la mort de Frederic el 1786. El territori de Prússia s'ha estès molt amb la Guerra dels Set Anys, la seva herència de la Frísia Oriental i la Primera Partició de Polònia.

Frederic creia que el sobirà havia de ser el primer servidor de l'estat, i com a tal va ajudar a transformar Prússia en un estat econòmicament fort i políticament reformat. Va protegir les seves indústries amb aranzels elevats i restriccions mínimes al comerç interior. Va augmentar la llibertat d'expressió en premsa i literatura, i durant el seu llarg regnat (1740-86) va convertir Prússia en el centre cultural de la Il·lustració i era partidari del despotisme il·lustrat, introduint algunes reformes inspirades en aquest corrent, afirmant que el governant havia de ser el primer servidor de l'estat. Va modernitzar la burocràcia prussiana i el servei civil, i va dur a terme polítiques religioses en tot el seu regne que anaven des de la tolerància fins a la segregació. Va reformar el sistema judicial i va fer possible que els homes d'estatus inferiors esdevinguessin jutges i alts buròcrates. Frederic també va fomentar la colonització animant els immigrants de diverses nacionalitats i confessions a venir a Prússia, tot i que va promulgar mesures opressores contra els catòlics a Silèsia i la Prússia polonesa. Va recolzar les arts i els filòsofs que afavoria, i va permetre la llibertat de premsa i literatura. Va impulsar la codificació del dret prussià, segons el principi pel qual la llei havia de protegir els més dèbils: abolició de la tortura o independència judicial en són alguns dels principis. Va practicar el proteccionisme duaner per a la seva indústria.

### Guerra de Successió Austríaca

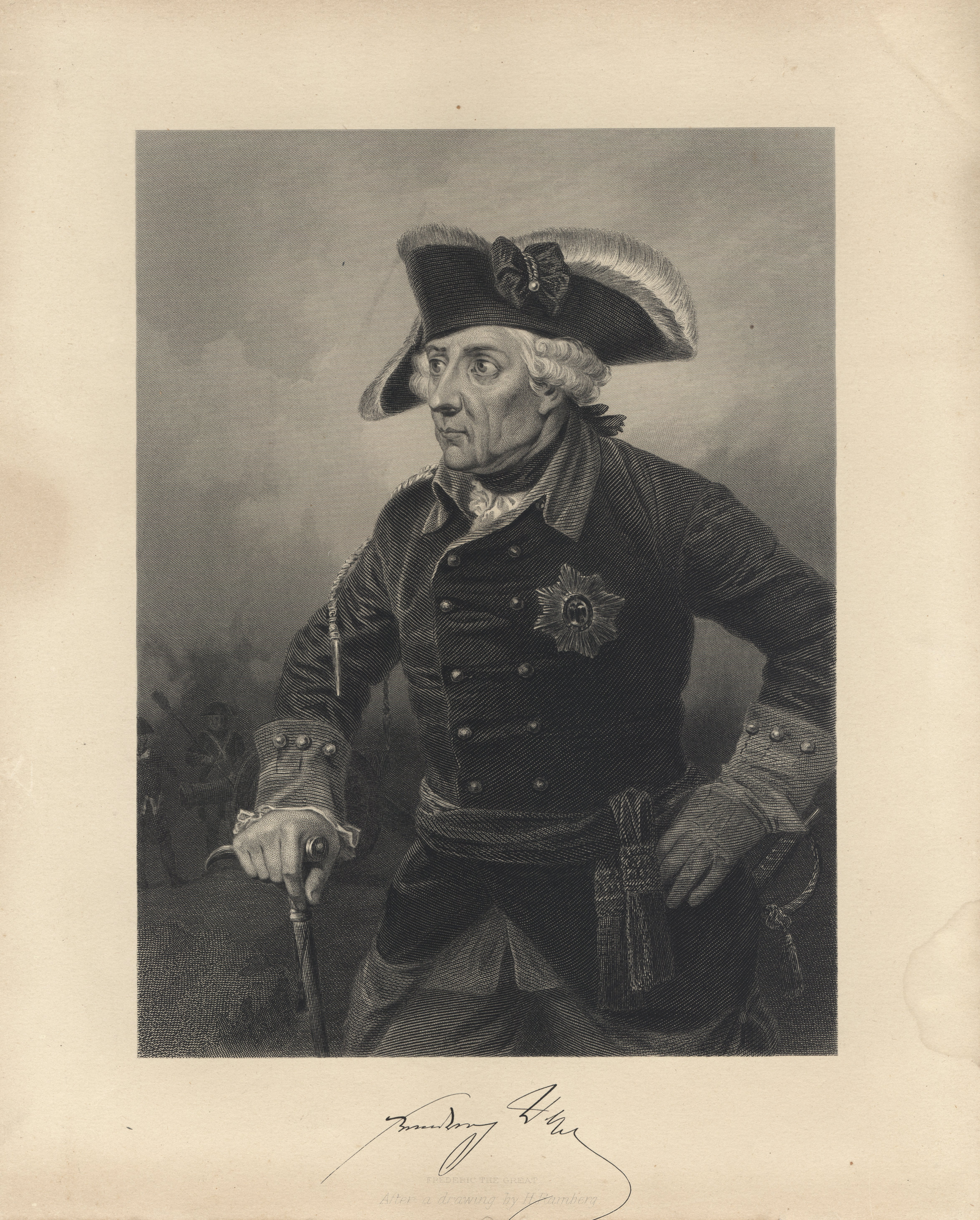
Frederic II el Gran

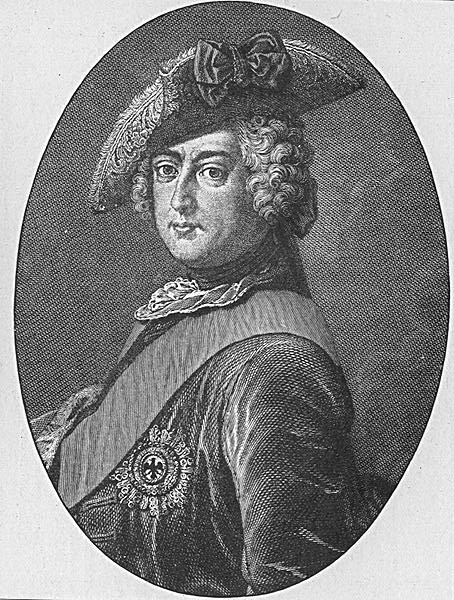
Frederic II el Gran

Les accions de Frederic II contribuïren a l'expansió territorial de Prússia, permetent fer d'aquesta una gran potència europea, capaç de disputar la primacia a Àustria dintre del Sacre Imperi Romanogermànic. Les dificultats de Maria Teresa I d'Àustria per afirmar-se al tron austríac en virtut de la Pragmàtica Sanció del 1713 feren que dos mesos després de la mort de Carles VI, Frederic el Gran envaís i annexionà la major part de la regió de Silèsia en detriment de la Casa d'Àustria, donant pas a la Primera Guerra de Silèsia. Frederic va conduir el seu exèrcit a la victòria de la batalla de Mollwitz en abril de 1741 i va signar una aliança contra Àustria amb França. Carles Albert de Baviera, gendre de l'emperador Josep I va rebutjar la Pragmàtica Sanció i va reclamar els territoris alemanys de la dinastia dels Habsburg, i es va aliar amb França i Espanya contra Àustria pel tractat de Nymphenburg. Una força combinada franco-bavaresa va creuar el Rin el 15 d'agost avançant al llarg del Danubi cap a Viena, capturant Linz el 14 de setembre, i units amb un exèrcit saxó de 20.000 homes, van avançar cap a Praga des de tres punts diferents, trobant inicialment poca resistència. Al cap de poc, els austríacs tenien un exèrcit a Tábor, mentre que Wilhelm Reinhard von Neipperg es va haver de retirar de Silèsia per defensar Viena. Mentre Frederic completava la seva conquesta de Silèsia, Maurici de Saxònia va prendre Praga el 26 de novembre de 1741, permetent que el dia 9 de desembre de 1741 Carles Albert de Baviera fos coronat rei de Bohèmia el 9 de desembre de 1741 a Praga i el 24 de gener de 1742 a proposta del príncep-elector de Colònia, Clement August de Baviera, proclamat emperador del Sacre Imperi Romanogermànic, privant els Habsburg d'un títol electiu que ostentaven ininterrompudament des del segle xiv. Maria Teresa, que havia obtingut el suport econòmic i diplomàtic de la Gran Bretanya va acabar amb Khevenhüller derrotant decisivament un exèrcit franco-bavarès a la batalla de Sankt Pölten, avançant pel Danubi i capturant Linz recuperant Bohèmia i l'Alta Àustria, mentre una segona columna comandada per Johann Bärenklau es movia a través del Tirol prenent Múnic.
Al centre d'Itàlia l'exèrcit aliat de 40.000 espanyols i napolitans amb el propòsit de conquerir el ducat de Milà sota el comandament del duc de Montemar havia avançat cap a Mòdena, i el duc de Mòdena Francesc III d'Este, s'havia aliat amb ells, però el comandant austríac Otto Ferdinand von Traun va capturar Mòdena i obligar el duc a signar la Convenció de Torí per la que el Regne de Sardenya canviava de bàndol, però Frederic va derrotar de nou els austríacs a la batalla de Chotusitz en 1742, signant el Tractat de Berlín i el Tractat de Breslau en 1742, Maria Teresa es veié obligada a lliurar Silèsia a Prússia i va recuperar Praga.
Frederic va aconseguir Frísia Oriental el 1744, després de la mort sense hereus del governant d'aquell principat.
La Guerra de Successió d'Àustria va continuar, i A mesura que Àustria ampliava les seves aliances amb el Tractat de Worms de 1743, Prússia va entrar en una aliança renovada amb els enemics d'Àustria a la Lliga de Frankfurt i es va tornar a unir a la guerra, amb l'esperança d'evitar que una Àustria ressorgida recuperés Silèsia. La Primera Guerra de Silèsia va començar amb una invasió prusiana de la Bohèmia dels Habsburg a mitjans de 1744, i va acabar amb una victòria prussiana amb el Tractat de Dresden el desembre de 1745, que va confirmar el control prussià de Silèsia.

### Guerra dels Set Anys

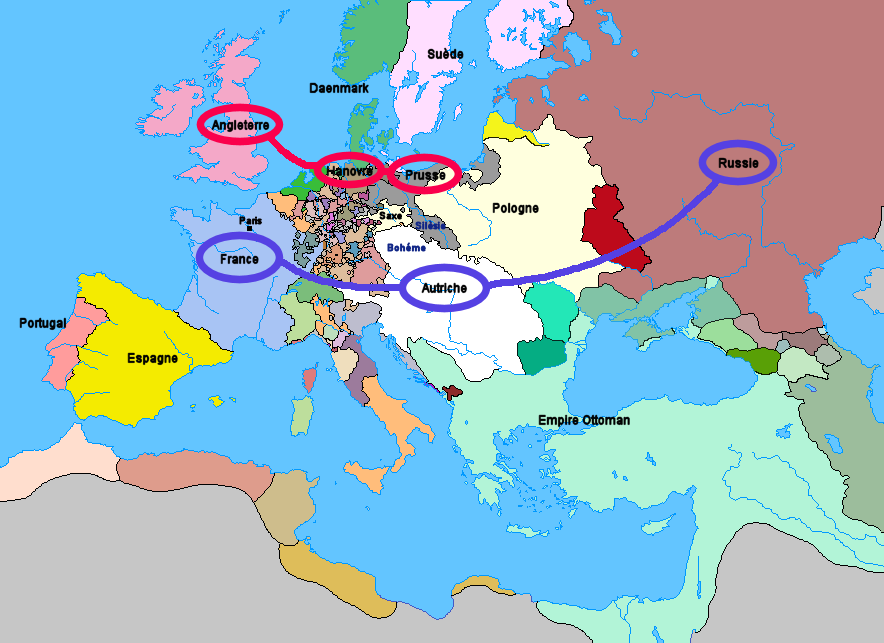
Aliances firmades arrel de la Revolució Diplomàtica

La rivalitat austroprussiana va fer que Frederic el Gran, que havia rebut informes dels enfrontaments a Amèrica del Nord, formaés una aliança amb Jordi II del Regne de la Gran Bretanya pel tractat de Westminster el 16 de gener de 1756. Basats en els termes de l'acord, tant Prússia com Gran Bretanya evitarien el pas de qualsevol potència aliena a través d'Alemanya. En resposta, l'Arxiducat d'Àustria i el Regne de França signaren l'1 de maig de 1756 el Tractat de Versalles, una inversió en el sistema d'aliances europees vigent fins aleshores. degenerant en la Guerra dels Set Anys (1756-63), en què Prússia, aliada amb el Regne Unit i el Regne de Hannover, feu front amb èxit a la coalició constituïda per Àustria, Saxònia, Rússia i França.
El 29 d'agost de 1756 Frederic va dirigir les tropes prussianes a la frontera de l'Electorat de Saxònia, aliat d'Àustria, anticipant-se a la invasió austrofrancesa de Silèsia, eliminant una amenaça per a Prússia, i podent usar l'exèrcit i el tresor saxons per avançar a Bohèmia, on podria establir quarters d'hivern a costa d'Àustria i envair Moràvia des de Silèsia, apoderar-se de la fortalesa d'Olmütz i avançar cap a Viena per forçar la fi de la guerra. Frederic va maniobrar diplomàticament amb Mustafà III per portar l'imperi a la guerra al costat de Prússia, Gran Bretanya i els seus altres aliats i el 29 de març de 1761 es va signar un tractat d'amistat amb Prússia que no va arribar a aliança, però que orientava Turquia cap a una futura influència militar prussiana, però va ser persuadit per la seva cort de no unir-se a la guerra. La millor organització i disciplina de l'exèrcit prussià li va permetre resistir als enemics numèricament molt superiors. Tanmateix hauria perdut la guerra de no ser per l'arribada al tron rus de Pere III de Rússia, l'admiració del qual per Frederic el portà a retirar Rússia de la guerra pel Tractat de Sant Petersburg que va acabar immediatament amb l'ocupació russa de Prússia Oriental i Pomerània, va mediar la treva de Frederic amb Suècia i va posar un cos de les seves pròpies tropes sota el comandament de Frederic. La guerra va acabar per la Tractat de Hubertusburg de 1763. Encara que aquesta no va atorgar nous territoris a Prússia, si que la va reafirmar en els seves recents conquestes.

### Primera partició de Polònia
Successivament, Frederic seguí una política exterior limitada a la defensa de l'equilibri europeu. El 1772 va participar amb Àustria i la Rússia de Caterina II de Rússia en la primera partició de Polònia, a canvi de no obstaculitzar les ambicions territorials d'aquests dos països sobre el debilitat Imperi Otomà; Prússia es va apoderar de la major part de la Prússia Reial polonesa, inclosa Ermland (Warmia), la qual permetia a Frederic d'unir la Prússia Oriental i Brandenburg. Prússia també es va annexar àrees del nord de la Gran Polònia al llarg del riu Noteć però no les ciutats de Danzig (Gdańsk) i Thorn (Toruń). Els territoris annexionats per Prússia esdevingueren una nova província el 1773 anomenada Prússia Occidental. Aviat va introduir colons alemanys als territoris que havia conquerit i va endegar una política de germanització dels territoris polonesos. Frederic II va assentar 26.000 alemanys a la Pomerània polonesa que influenciaren la situació ètnica a la regió, i reforçaren la germanització. En apoderar-se del nord-oest de Polònia, Prússia instantàniament barrava l'accés de Polònia al mar, i aconseguia el control de més del 80% del comerç exterior total de la Confederació de Polònia i Lituània. A través de la imposició d'enormes drets de duana, Prússia va accelerar el col·lapse inevitable de l'estat polonès-lituà.

### Guerra de Successió bavaresa
En 1778, després de la mort sense fills de Maximilià III Josep de Baviera, tropes austríaques van ocupar Baviera, i Frederic, que no acceptava cap maniobra que poguera reforçar el poder i la influència d'Àustria en el sud d'Alemanya i interferir en la seua intenció d'unir Prússia amb els marcgraviats d'Ansbach i Bayreuth, va convèncer el duc Carles de Zweibrücken, següent en la línia de successió bavaresa, i a l'elector de Saxònia Frederic August III, que reclamava una altra part de Baviera, a protestar, i com Àustria es va negar a retirar-se de Baviera, al juliol de 1778, Frederic i el príncep Enric van envair el regne Habsburg de Bohèmia; les forces austríaques a les ordres de Josep II van mantenir les seues posicions al llarg de la frontera entre Silèsia i l'Arxiducat d'Àustria. L'enfrontament va començar amb breus escaramusses, ja que cap de les parts volia arriscar-se a un conflicte obert. Els intents per evitar la guerra es van fer a través de la correspondència personal entre Frederic i Maria Teresa i la mediació de l'Imperi Rus i el Regne de França. A causa de l'actitud hostil de Rússia enfront d'Àustria durant les negociacions, aquest últim país va portar a terme la major part de les concessions en el Tractat de Teschen de 1779, que va posar fi a la guerra. El Tractat establia que Àustria havia de retornar a Baviera tot el territori que havia adquirit en l'últim any, excepte un menut districte en la part oriental del riu Inn; també Àustria havia d'accedir a la futura unió de Prússia amb Ansbach i Bayreuth; i finalment, l'elector de Saxònia rebria una indemnització en diners en canvi dels territoris bavaresos que reclamava.
El 1784 va organitzar una Lliga de prínceps alemanys per salvaguardar l'statu quo a les Províncies Unides davant de les ambicions de Baviera.

### Política interior
Frederic era un entusiasta de les idees franceses, i el 1750, després de caure en desgràcia a França, Voltaire arribà a la cort de Frederic a Berlín, on l'esperava una posició brillant, la clau de camarlenc i un tractament considerable. El rei i el filòsof varen travar amistat, el primer practicant perfectament el francès. Però els dos amics no podien dissimular gaire temps els seus trets principals, l'un, el seu humor altiu i el seu costum de ser obeït; l'altre, la seva superioritat intel·lectual i el seu esperit picant. El distanciament va ser inevitable i, el 1753, una discussió de Voltaire amb Maupertuis, a qui protegia el rei, precipità la ruptura, i Voltaire deixà Prússia.
Frederic supervisava la feina dels seus funcionaris i els exigia l'estricte compliment del seu deure. Va abolir la majoria dels usos de la tortura judicial, i va reduir el nombre de delictes que podien ser castigats per la pena de mort. Treballant amb el seu Gran Canceller Samuel von Cocceji, va reformar el sistema judicial i el va fer més eficient, i va moure els tribunals cap a una major igualtat legal de tots els ciutadans eliminant els tribunals especials per a classes socials especials. La reforma es va completar després de la mort de Frederic, donant lloc al Codi de llei prussiana de 1794, que equilibrava l'absolutisme amb els drets humans i els privilegis corporatius amb la igualtat davant la llei. La recepció del codi de llei va ser mixta, ja que sovint es considerava contradictòria.
El gran desenvolupament de la indústria prussiana i un fort increment demogràfic, feren passar al país de 2,5 milions d'habitants al començament del seu govern a 6 milions al final. Va fundar el 1765, a Berlín, el Banc Reial, que va establir filials a tot el regne. La seva creació d'una Federació de prínceps demostra la seva eficàcia en finalitzar l'amistat amb Rússia, ja que Àustria no va aconseguir beneficiar-se del debilitament prussià, i va servir de base al paper central del Regne de Prússia a Europa a finals del segle xix. Durant el seu regnat apareixerien nous mètodes agrícoles i industrials. S'assecaren aiguamolls, que proporcionaren noves terres per al conreu i la colonització.
Anomenat el "Rei Filòsof", va negar que la monarquia fos instituïda per dret diví i fou un gran protector de la ciència i la cultura, a les quals va impregnar d'influències franceses: va refundar l'Acadèmia de les Ciències prussianes, va donar suport a escriptors i artistes i va sancionar l'obligatorietat de la formació primària. En canvi, no va abolir l'esclavitud, per tal de no debilitar la noblesa, que constituïa la casta dominant que feia funcionar amb eficiència l'administració i l'exèrcit. A Sanssouci, Frederic tenia la seva cort, mantinguda amb austeritat, on rebia Voltaire i Johann Sebastian Bach. Va rebutjar la cultura alemanya, parlava francès a la cort, era flautista i va escriure obres per a aquest instrument. També fou escriptor i les seves obres van ser publicades en 30 volums entre 1846 i 1857.

### Política econòmica
Frederic es va esforçar per posar en ordre el sistema fiscal de Prússia. El gener de 1750, Johann Philipp Graumann va ser nomenat conseller en finances, afers militars, possessions reials, i director general de totes les seques. La reforma monetària de Graumann va reduir lleugerament el contingut de plata del tàler prussià d'1⁄12 marca de Colònia de plata a 1⁄14, alineant el contingut de metall amb el seu valor nominal, i va estandarditzar el sistema d'encunyació del tàler prussià. Com a resultat, les monedes prussianes, que havien anat sortint del país gairebé tan ràpid com eren encunyades, van romandre en circulació a Prússia. A més, Frederic va estimar que va guanyar al voltant d'un milió de tàlers en beneficis. La moneda finalment es va acceptar universalment més enllà de Prússia i va ajudar a augmentar la indústria i el comerç. Al voltant de 1751 Frederic va fundar la Companya d'Emden per promoure el comerç amb la Xina. Va introduir la loteria, l'assegurança contra incendis i un banc de descompte de girs i crèdit per estabilitzar l'economia.
Tot i que la depreciació de la moneda per finançar la Guerra dels Set Anys va deixar el sistema monetari prussià en desordre, l'Edicte de la Moneda de maig de 1763 el va tornar a l'estabilitat fixant les taxes a les quals s'acceptarien les monedes depreciades i exigint el pagament d'impostos en moneda de valor anterior a la guerra. Això va provocar una escassetat de diners però va permetre controlar els preus alliberant les existències de cereals que tenia en reserva per a les campanyes militars i permetrien a la població civil sobreviure a les regions necessitades, on la collita era pobra. Molts altres governants aviat van seguir els passos de Frederic en la reforma de les seves pròpies monedes. La funcionalitat i l'estabilitat de la reforma van fer del sistema monetari prussià l'estàndard al nord d'Alemanya.

### Colonització Fredericiana
Les mesures de colonització eren una continuació de la política econòmica mercantilista que Frederic Guillem de Brandenburg va dur a terme per reconstruir i colonitzar el seu país després de la Guerra dels Trenta Anys. En la seva major part, es tractava de la recuperació de zones grans, deshabitades o poc poblades, com ara la colonització de torberes. Frederic va continuar el landesausbau amb l'expansió a les valls del Varta, Noteć i Großer Bruch, que ja s'havia completat amb èxit el 1762 a l'Òder. L'any 1783, després de molts anys de negociacions amb països veïns, va començar el drenatge del Drömling al districte Calvörde. Frederic, a les zones de nova urbanització va construir pobles amb un carrer on es van construir les cases dels colons, pagesos lliures alliberats de la servitud. Va promoure el conreu de la patata com a aliment en veure el potencial de la patata per ajudar a alimentar la seva nació i reduir el preu del pa i calmar la fam després de la guerra dels Set Anys.

### Amant de l'art
Frederic estava interessat en l'art en totes les seves formes. Va tenir cura de la concepció dels seus edificis, que donen nom a la variant d'estil rococó friderizià. Immediatament després de prendre possessió del càrrec, va fer construir l'Staatsoper Unter den Linden per al públic de Berlín com a temple de les muses, va dibuixar ell mateix el seu Palau Sanssouci de Potsdam i el va fer aixecar per Georg Wenzeslaus von Knobelsdorff. Després del final de la Guerra dels Set Anys, el Palau Nou de Potsdam es va construir amb un estil barroc monumental a l'oest dels jardins del palau de Sanssouci. Sovint s'afegien estàtues d'Apol·lo, Hèrcules i les Muses als edificis com a decoracions escultòriques. També va reunir importants col·leccions de pintures a Sanssouci i al Palau Nou.

## Homenatge
El compositor valencià Carlos Llorens Robles, l'any 1854 estrenà una òpera dedicada a aquest personatge titulada Federico II el Grande, estrenada al Teatre Princesa.